# Rouxinol-pequeno-dos-caniços

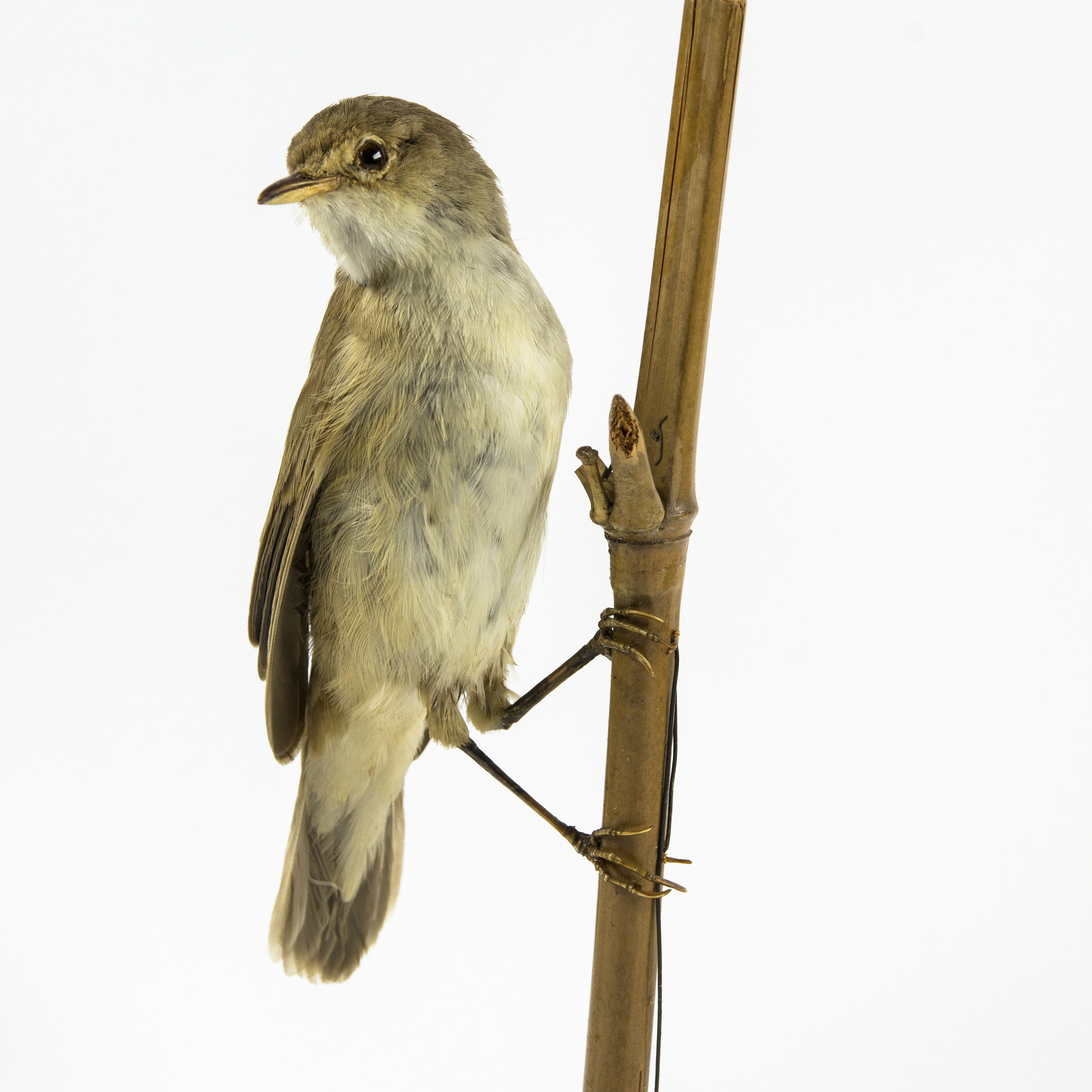
Acrocephalus scirpaceus - MHNT

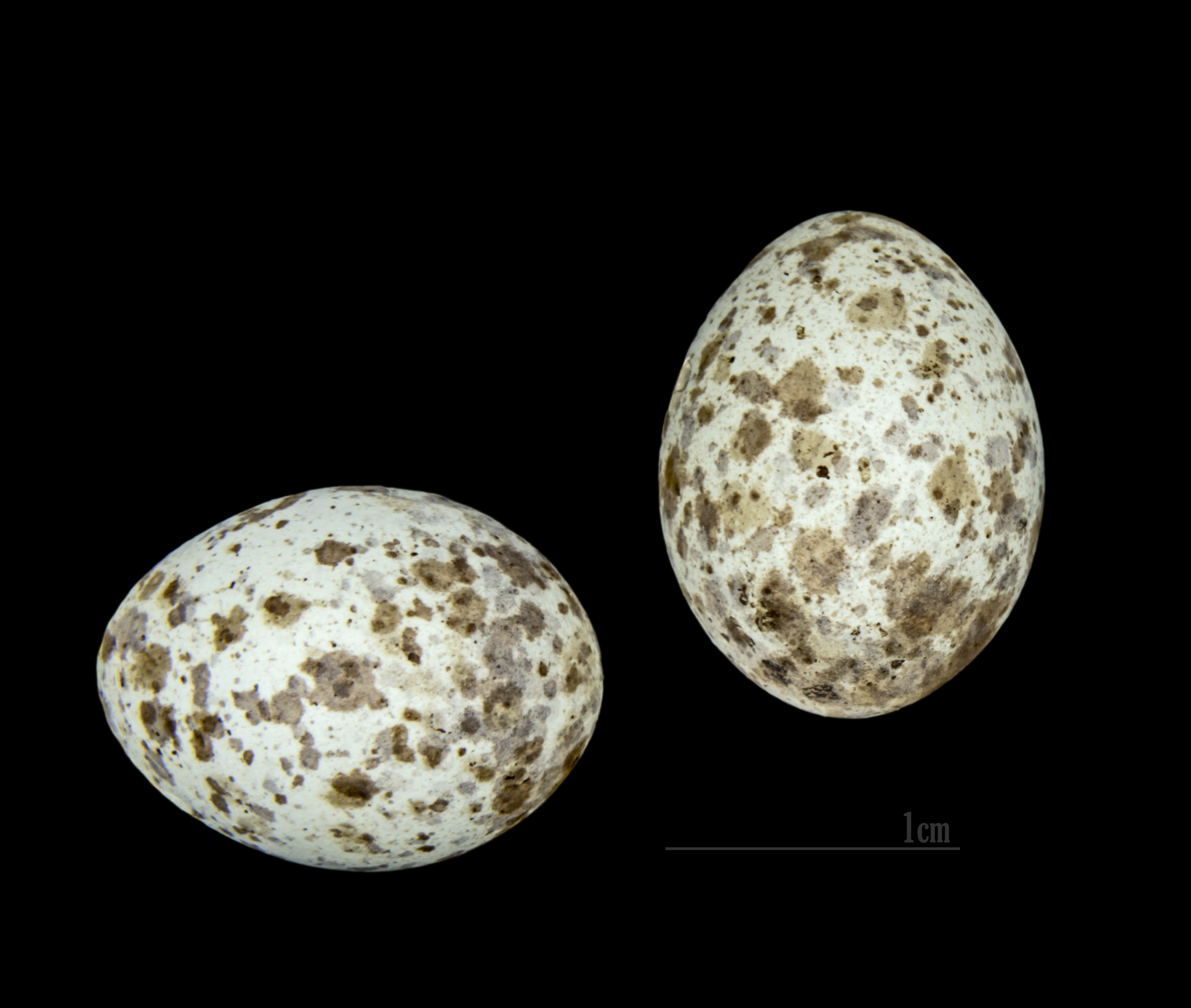
Acrocephalus arundinaceus MHNT

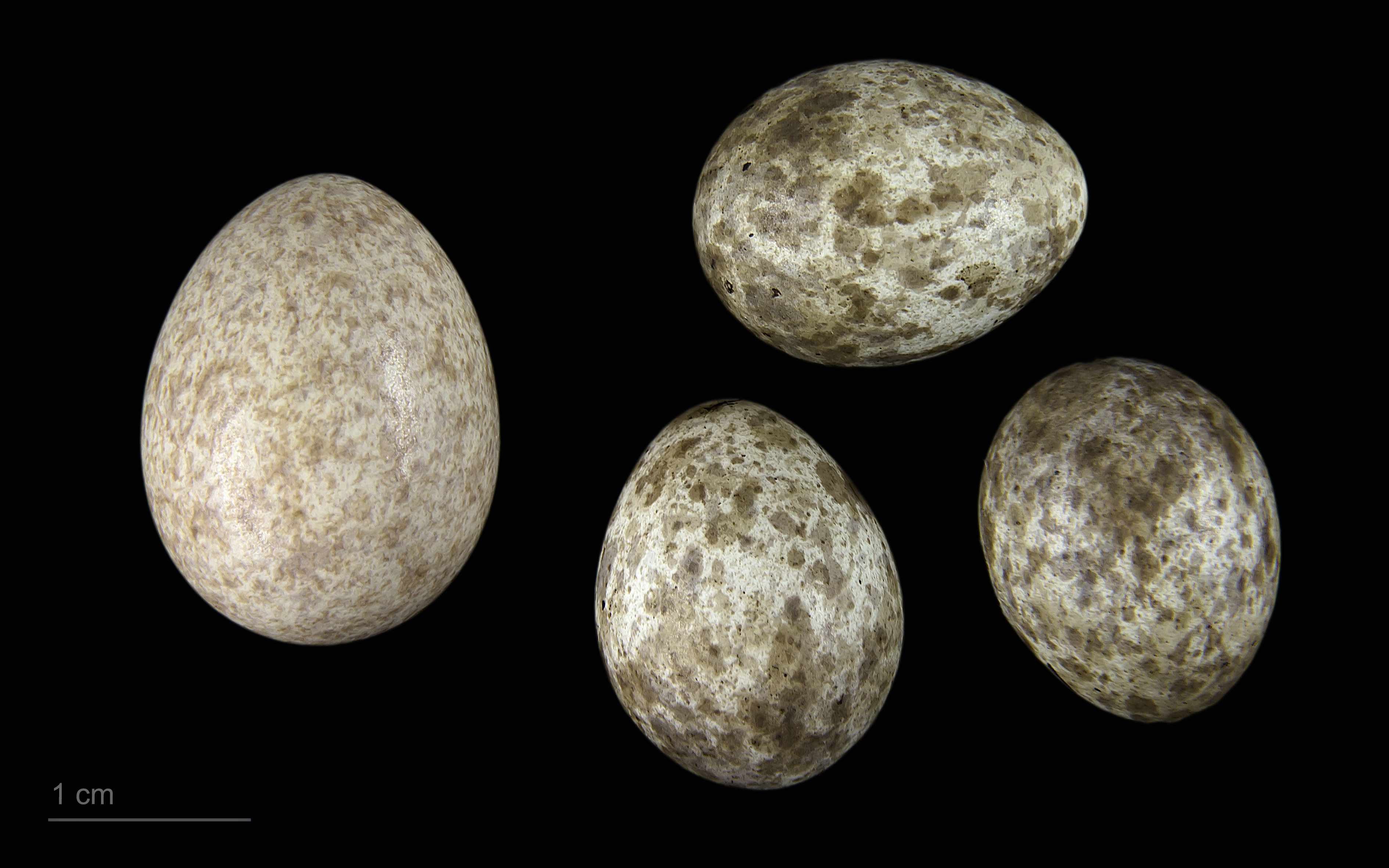
Ovo de cuco (Cuculus canorus canorus) em cotejo com ovos de rouxinol-das-caniças (Acrocephalus scirpaceus) - MHNT

O rouxinol-pequeno-dos-caniços (Acrocephalus scirpaceus) é uma ave da família Acrocephalidae. Enquanto ave passeriforme, da família das felosas, caracteriza-se pela plumagem acastanhada e pelo bico estreito e afilado.
Frequenta junqueiras e caniçais, construindo um ninho suspenso entre os talos das canas. É uma ave migradora, que passa o Inverno em África.

## Nomes comuns
Dá pelos nomes comuns de felosa, rouxinol-pequeno-das-caniças, chiadeira e rouxinol-das-caniças.

### Etimologia
Do que toca às denominações alusivas ao rouxinol - substantivo que vem étimo latino lusciniŏlu e que significa «aquele que canta ao crepúsculo», provêm exactamente do facto desta ave cantar só de noite.
Quanto ao nome felosa (também grafado folosa e flosa), partilha-o com as espécies da família dos silvídeos e com a phylloscopus collybita. Tem uma etimologia incerta, que poderá advir do étimo «fole», em alusão ao seu trinado.
Do que toca ao nome científico, o género Acrocephalus avém do grego antigo akros, "o mais alto" e kephale, "cabeça". Conjectura-se que  Johann Andreas Naumann e Johann Friedrich Naumann tenham usado o étimo akros para significar «pontiagudo». A espécie scirpaceus provém do latim e significa «caniço».
O nome científico antigo desta espécie foi Acrocephalus streperus (Vieill.). Sendo que o substantivo streperus vem do étimo latino strepe, que significa «estrepitoso, barulhento».

## Descrição
O rouxinol-das-caniças tem uma aparência pouco distintiva, caracterizando-se por não exibir sem quaisquer elementos peculiares de diferenciação. A sua plumagem é integralmente castanha, exibindo um peito e garganta alvadia. Conta com um bico afilado e forte, à guisa de outras aves passeriformes insectívoras. Têm uma testa baixa.  Tem um trinado muito emblemático, que ajuda a identificar a espécie, pautado por sequências assaz variegadas de notas repetidas.
- Problemas na execução dos arquivos? Veja Introdução à mídia.

São aves de tamanho mediano. Medem entre 12,5 a 14 cm de comprimento e têm  uma envergadura de asas que vai dos 17 aos 21 cm. Pesam entre 10 e 15 gramas. Os dois sexos são muito semelhantes, de sorte que não se verifica notável dimorfismo sexual. Podem viver até aos 12 anos e atingem velocidades de voo de 10 metros por segundo.

## Distribuição geográfica
Distribui-se pela maior parte da Europa e nas zonas temperadas do oeste asiático. São aves migratórias, que passam o inverno na África subsaariana. Nas partes centrais de Europa estão presentes de Abril a Outubro.

### Portugal
O rouxinol-das-caniças é tido como uma espécie comum a todo o país, repartindo-se irregularmente de Norte a Sul de Portugal. Como o nome sugere, ocupa caniçais das mais variadas extensões, fazendo o ninho suspenso entre os caniços. Enquanto ave migratória, chega a Portugal em Março, um mês mais cedo do que a outras partes da Europa. Os melhores habitats em que se pode encontrar esta ave, são as caniçadas e junqueiras húmidas, situadas nas zonas ribeirinhas, à beira-mar ou em paludes.

## Dieta
Trata-se duma espécie insectívora, que se alimenta esgravatando e pinchando por entre a vegetação. As suas presas principais são aranhas, invertebrados, larvas e pequenos moluscos. Também se pode alimentar, ocasionalmente, de pequenas bagas.

## Reprodução
Atingem a maturidade ao fim de um ano. A época de acasalamento concentra-se entre Maio e Julho. Urdem o ninho com ervas e caniços, pendurado sobre a água entre entre os talos de três ou quatro canas ou juncos. Põem 3 a 4 ovos, que os dois pais se revezam a chocar durante 11 a 14 dias. Os pintos passam 10 a 14 dias no ninho. Chega a ter até duas ou três ninhadas por ano. Os seus ninhos são amiúde parasitados pelos cucos, que põem ovos de cores semelhantes.